# Eichelspitzturm
Der Eichelspitzturm ist ein 42,5 Meter hoher Aussichtsturm auf der namensgebenden Eichelspitze (521,3 m ü. NHN), der zweithöchsten Erhebung des Kaiserstuhls westlich von Eichstetten im baden-württembergischen Landkreis Breisgau-Hochschwarzwald.

## Geschichte
Ursprünglich stand auf der Eichelspitze ein Vermessungsgerüst. Dieses wurde im Jahre 2001 durch einen provisorischen Turm mit einer Aussichtsplattform auf 27,5 m Höhe ersetzt, mit dem ermittelt werden sollte, wie hoch ein Aussichtsturm sein müsste und welche Aussicht er bieten würde. Dieser wurde durch Wanderer sehr gut angenommen, so dass die Idee für den Eichelspitzturm aufkam und realisiert wurde.
Der heutige Turm wurde im Jahre 2006 gemeinsam vom Mobilfunkbetreiber O2, den angrenzenden Gemeinden Eichstetten, Bötzingen, Bahlingen sowie Vogtsburg im Kaiserstuhl, dem Förderverein „Eichelspitzturm e.V.“, und dem Land Baden-Württemberg erbaut und am 30. Juli 2006 eingeweiht. Die Baukosten betrugen 265.000,-- Euro.

## Beschreibung

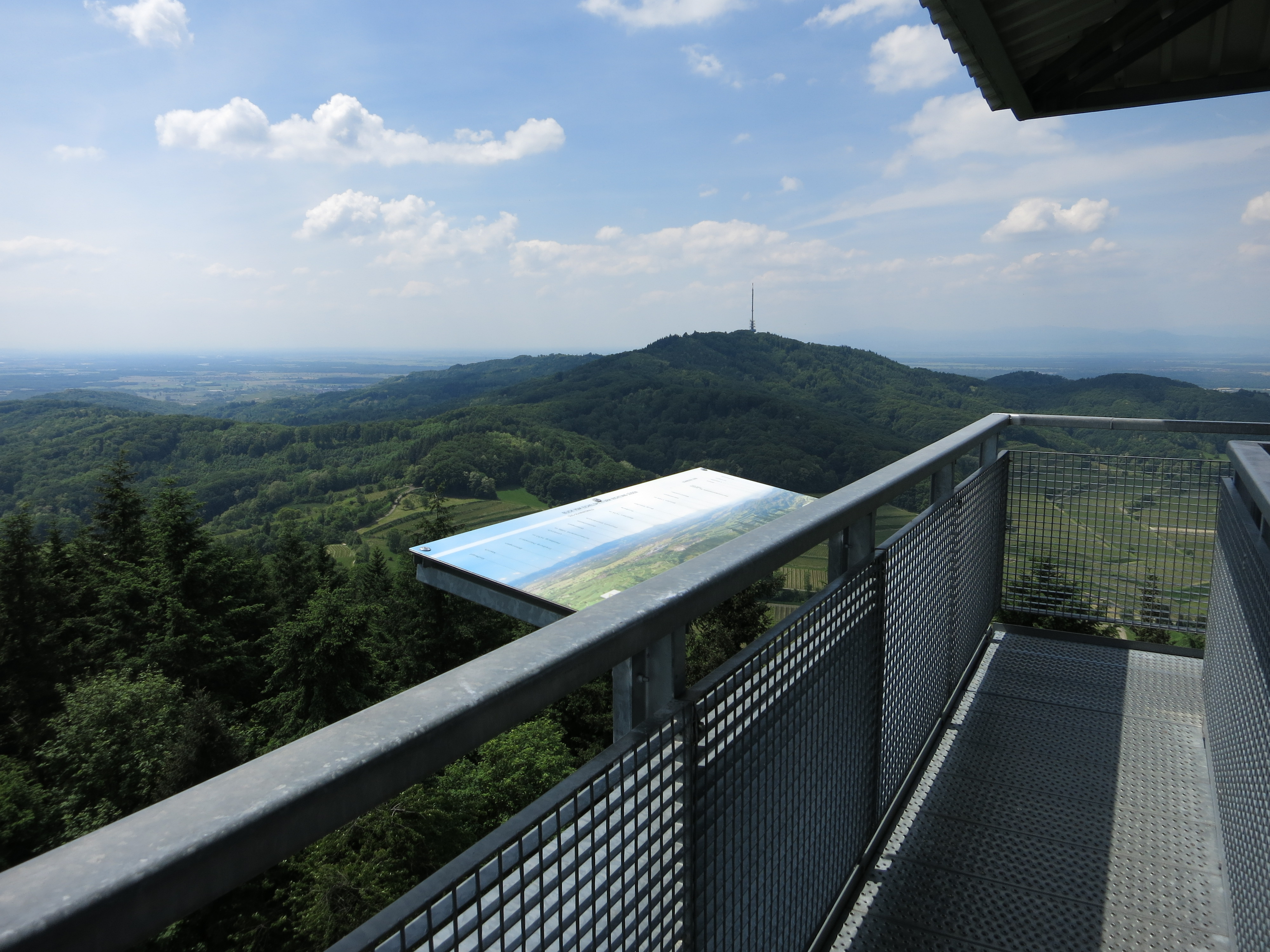
Ausblick vom Turm nach Westen

Der Eichelspitzturm ist ein auf quadratischem Grundriss stehender Stahlfachwerkturm mit einer Gesamthöhe von 42,50 m. Er ist am Fundament bis zu einer Tiefe von 12,00 m gegründet und wiegt insgesamt 25 Tonnen.
Eine Treppenanlage mit insgesamt 127 Stufen und 15 Zwischenpodesten führt auf die 28,00 m hoch gelegene Aussichtsplattform, die eine Größe von 6,00 × 6,00 m hat und auf ihrem Dach einen Mast für Mobilfunk- und Richtfunkantennen trägt.
Von der Aussichtsplattform hat man einen umfassenden Ausblick auf den Schwarzwald, die Vogesen und den Kaiserstuhl selbst. Den Turm erreicht man von Eichstetten aus über den Geo-Pfad, einem Lehrpfad, der sich mit den Gesteinsarten des Kaiserstuhls befasst.